# Индейские казино

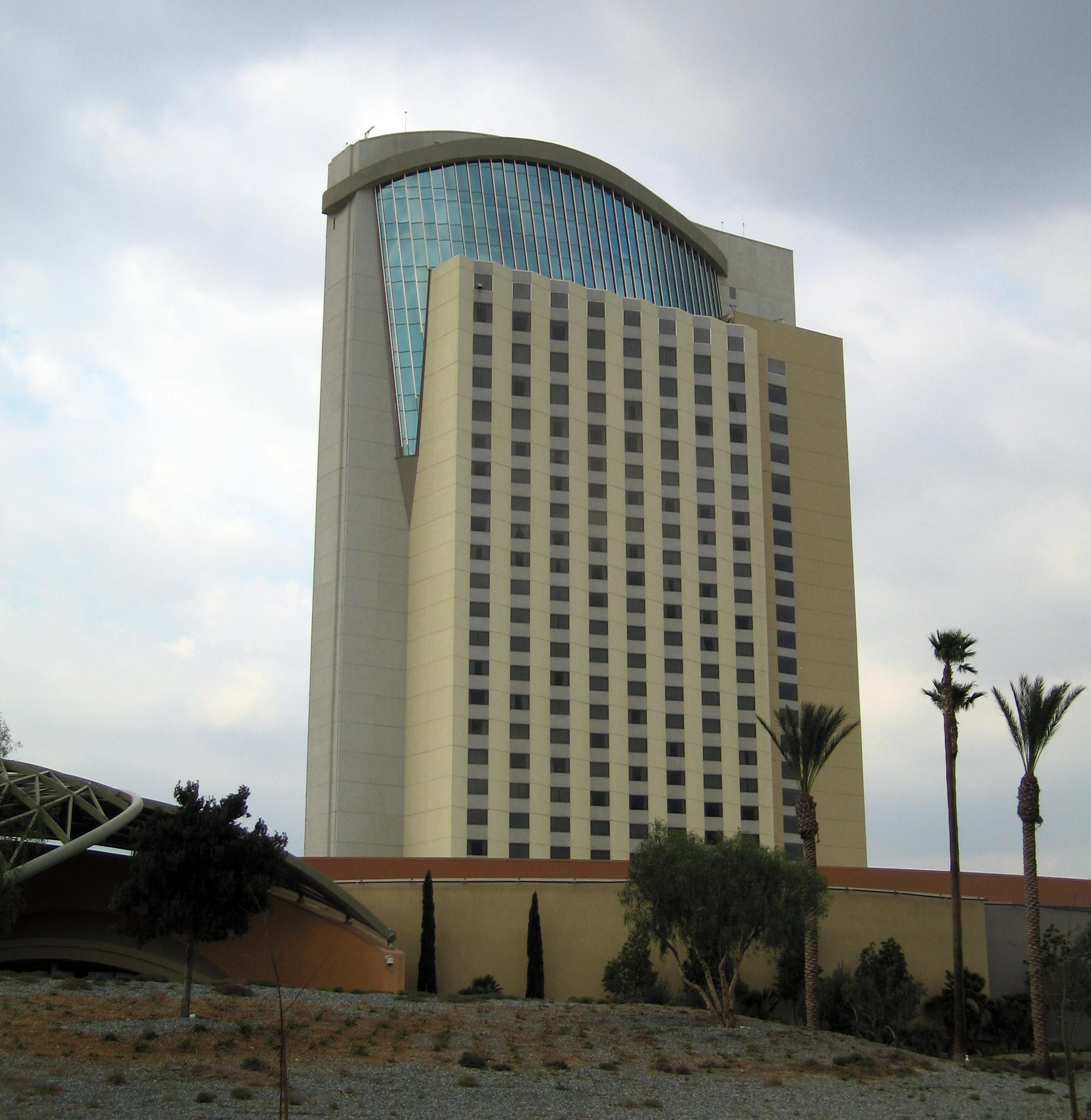
Morongo Casino, Resort & Spa в Калифорнии

«Индейские казино» (англ. Indian Casinos) — вид американских казино, расположенных на территории индейских резерваций США и управляемых советами племён индейцев. Благодаря тому, что в резервациях действует другое законодательство, индейские казино пользуются значительными налоговыми льготами. В то же время на них накладывается несколько ограничений и они лишены многих гарантий.

## Предпосылки к созданию
В 1980-х годах некоторые племена начали проводить лотереи с призовым фондом, превышающим фонды официальных лотерей штата. После попыток властей закрыть лотереи индейские племена подали судебные иски, аргументируя тем, что у индейцев национальные азартные игры существовали сотни лет. В результате племена выиграли несколько исков, и в 1987 году Верховный суд США постановил, что власти штата не могут регулировать игорный бизнес в резервациях, если законы штата разрешают проведение азартных игр.

## История
В 1988 году Рональд Рейган подписал закон о деятельности индейских казино (англ.). В законе подтверждалось право племён открывать казино и выделялось три вида игр. К первому относились традиционные индейские церемониальные игры; ко второму — лото, бинго, моментальные лотереи, карточные игры (кроме блек-джека и баккара); третий вид относился к традиционным для казино играм — рулетка, игровые автоматы, карточные игры с высокими ставками и игры на скачках. Первые два вида не лицензируются, прибыль от них полностью поступает в распоряжение племён, однако может расходоваться только на социальные или благотворительные цели. Для организации третьего вида игр племя должно заключить договор со штатом, условия которого могут быть различными.
С 1995 года интересы индейских казино защищал известный лоббист Джек Абрамофф, которому удалось предотвратить обложение их налогами. За эту деятельность Абрамофф получил от индейских племен 83 млн долларов.

## Индустрия
Согласно цифрам Национальной индейской игорной комиссии (NIGC) за 2013 г., в США было 460 индейских казино, управляемых 240 признанными федеральным правительством индейскими племенами и разделённых на три класса:
1. I класс. Традиционные индейские игры и общественные игры с минимальными призами. Регулируются руководством племён.
2. II класс. Бинго и её аналоги, карточные игры против других игроков, но не заведения или игрока в роли банка. Руководство племён ответственны за регулирование игр под надзором Комиссии.
3. III класс. Все остальные виды азартных игр, включая казино, игровые автоматы, кости, рулетка. Процессом регулирования заняты племенные власти, власти штата и федеральное правительство.

## Экономика
По состоянию на 2004 год оборот индейских игорных заведений достиг $14 млрд, доходы составили 34 % от всех доходов игорного бизнеса в США. В штате Калифорния под управлением семи индейских племен функционировало 55 казино с годовым доходом около $ 6 млрд. В городе Филадельфия (штат Пенсильвания), индейцы племени чокто, общей численностью около 10 тыс. человек, также управляют несколькими казино, получая огромный доход.

## Критика
Отношение к индейским казино неоднозначно. Противники требуют лишения индейских казино налоговых льгот с целью пополнения бюджета штата и страны в целом, а также приводят соображения морально-религиозного характера и указывают на рост преступности и алкоголизма. Узкая специализация индейцев также приводит к отсутствию у молодых поколений мотивации получать образование и связывать судьбу с секторами, не связанными с казино. В свою очередь сторонники приводят следующие аргументы: индейские казино обеспечивают работой сотни тысяч человек, племена проявляют экономическую инициативу и отпадает необходимость выплаты им социальных пособий, «историческая вина» белых перед коренными жителями Америки.